# Danh sách di sản văn hóa Tây Ban Nha được quan tâm ở cộng đồng tự trị Asturias
Danh sách di sản văn hóa Tây Ban Nha được quan tâm ở cộng đồng tự trị Asturias.

## Các di sản liên quan đến nhiều thành phố
| Tên                                  | Dạng                  | Địa điểm              | Tọa độ | Số hồ sơ tham khảo? | Ngày nhận danh hiệu? | Hình ảnh                                          |
| ------------------------------------ | --------------------- | --------------------- | ------ | ------------------- | -------------------- | ------------------------------------------------- |
| Đường hành hương Santiago Compostela | Lịch sử và nghệ thuật | Municipios del Camino |        | RI-53-0000035-00013 | 05-09-1962           | El Camino de Santiago por Asturias · Upload image |

## Di tích theo đô thị

### A

#### Allande(Ayande)
| Tên                          | Dạng                                                                  | Địa điểm                        | Tọa độ                                        | Số hồ sơ tham khảo? | Ngày nhận danh hiệu? | Hình ảnh                                        |
| ---------------------------- | --------------------------------------------------------------------- | ------------------------------- | --------------------------------------------- | ------------------- | -------------------- | ----------------------------------------------- |
| Nhà thờ Santa María Celón    | Di tích Kiến trúc tôn giáo Kiểu: Kiến trúc Roman Thời gian: Thế kỷ 13 | Allande Celón                   | 43°14′27″B 6°34′56″T / 43,240861°B 6,582216°T | RI-51-0003920       | 28-09-1973           | Iglesia de Santa María de Celón · Upload image  |
| Tháp Valledor                | Di tích Kiến trúc phòng thủ Tháp                                      | Allande San Martín del Valledor | 43°10′40″B 6°46′26″T / 43,177778°B 6,773889°T | RI-51-0007244       | 30-12-1993           | Torre del Valledor · Upload image               |
| Nhà Tháp (San Emiliano)      | Di tích Kiến trúc phòng thủ Thời gian: Thế kỷ 16                      | Allande San Emiliano (Allande)  | 43°15′26″B 6°50′01″T / 43,257222°B 6,833611°T | RI-51-0008755       | 10-02-1994           | Casa de la Torre · Upload image                 |
| Cung điện Cienfuegos Peñalba | Di tích Cung điện                                                     | Allande Pola de Allande         | 43°16′24″B 6°36′39″T / 43,273333°B 6,610833°T | RI-51-0008680       | 30-12-1993           | Palacio de Cienfuegos de Peñalba · Upload image |

#### Aller, Asturias
| Tên                                  | Dạng                                                                      | Địa điểm                      | Tọa độ                                        | Số hồ sơ tham khảo? | Ngày nhận danh hiệu? | Hình ảnh                                                     |
| ------------------------------------ | ------------------------------------------------------------------------- | ----------------------------- | --------------------------------------------- | ------------------- | -------------------- | ------------------------------------------------------------ |
| Lâu đài Soto (Aller)                 | Khu phức hợp lịch sử Kiến trúc quân sự Thời gian: Thế kỷ 12 đến Thế kỷ 15 | Aller Soto (Aller)            | 43°09′48″B 5°38′40″T / 43,163223°B 5,644371°T | RI-53-0000194       | 10-07-1975           | Conjunto Histórico Artístico Castillo de Soto · Upload image |
| Nhà thờ San Juan (Santibánez Fuente) | Di tích Kiến trúc tôn giáo Nhà thờ Kiểu: Kiến trúc Roman tardío           | Aller Santibánez de la Fuente | 43°07′24″B 5°33′35″T / 43,123352°B 5,559736°T | RI-51-0003866       | 12-01-1972           | Iglesia de San Juan · Upload image                           |
| Nhà thờ San Vicente (Serrapio)       | Di tích Kiến trúc tôn giáo Nhà thờ Kiểu: Kiến trúc Roman                  | Aller Serrapio                | 43°10′01″B 5°38′03″T / 43,167059°B 5,63428°T  | RI-51-0003858       | 14-09-1983           | Iglesia de San Vicente · Upload image                        |
| Nhà thờ San Félix (Pino)             | Di tích Kiến trúc tôn giáo Nhà thờ                                        | Aller El Pino                 | 43°06′33″B 5°31′16″T / 43,109102°B 5,521019°T | RI-51-0003900       | 16-03-1973           | Iglesia Parroquial de San Félix del Pino · Upload image      |
| Nhà thờ San Juan Real (Llamas)       | Di tích Kiến trúc tôn giáo Nhà thờ Kiểu: Kiến trúc Roman                  | Aller Llamas                  | 43°06′20″B 5°34′31″T / 43,105577°B 5,575165°T | RI-51-0001440       | 22-03-1963           | Iglesia Parroquial de San Juan de Llamas · Upload image      |

#### Avilés
| Tên                                                             | Dạng                 | Địa điểm      | Tọa độ                                        | Số hồ sơ tham khảo? | Ngày nhận danh hiệu? | Hình ảnh                                                                                        |
| --------------------------------------------------------------- | -------------------- | ------------- | --------------------------------------------- | ------------------- | -------------------- | ----------------------------------------------------------------------------------------------- |
| Nhà thờ Sabugo                                                  | Di tích Nhà thờ      | Avilés Sabugo | 43°33′36″B 5°55′23″T / 43,559937°B 5,923125°T | RI-51-0011511       | 29-06-2006           | Santo Tomás de Canterbury · Upload image                                                        |
| Teatro Armando Cung điện Valdés                                 | Di tích Teatro       | Avilés        | 43°33′19″B 5°55′12″T / 43,555309°B 5,919952°T | RI-51-0004769       | 28-12-1982           | Edificio del Teatro Palacio Valdés · Upload image                                               |
| Cung điện Balsera                                               | Di tích Cung điện    | Avilés        | 43°33′18″B 5°55′27″T / 43,554905°B 5,92409°T  | RI-51-0007135       | 03-10-1991           | Palacio de Balsera · Upload image                                                               |
| Quần thể histórico artístico Avilés Quảng trường Hermanos Orbón | Khu phức hợp lịch sử | Avilés        | 43°33′28″B 5°55′23″T / 43,557817°B 5,923179°T | RI-53-0000455       | 27-01-1993           | Conjunto Histórico-artístico, la Plaza del Mercado (Plaza de los Hermanos Orbón) · Upload image |
| Quần thể histórico artístico Avilés                             | Khu phức hợp lịch sử | Avilés        | 43°33′19″B 5°55′18″T / 43,555366°B 5,92165°T  | RI-53-0000026       | 27-05-1955           | Conjunto Histórico Villa de Avilés · Upload image                                               |
| Cung điện Maqua                                                 | Di tích Cung điện    | Avilés        | 43°33′25″B 5°55′26″T / 43,556887°B 5,923854°T | RI-51-0007136       | 03-10-1991           | Palacio de Maqua · Upload image                                                                 |
| Capilla Alas Capilla Santa María Alas. Capilla Carbayedos.      | Di tích Capilla      | Avilés        | 43°33′27″B 5°55′17″T / 43,5575°B 5,921389°T   | RI-51-0007150       | 31-10-1991           | Capilla de los Alas Capilla de Santa María de las Alas. Capilla de Carbayedos. · Upload image   |

### B

#### Belmonte de Miranda
| Tên                           | Dạng              | Địa điểm                     | Tọa độ                                        | Số hồ sơ tham khảo? | Ngày nhận danh hiệu? | Hình ảnh                                  |
| ----------------------------- | ----------------- | ---------------------------- | --------------------------------------------- | ------------------- | -------------------- | ----------------------------------------- |
| Cung điện Cardenal Cienfuegos | Di tích Cung điện | Belmonte de Miranda Agüerina | 43°13′12″B 6°15′03″T / 43,220054°B 6,250867°T | RI-51-0011512       |                      | Upload image                              |
| Fragua Romana " Machuco"      | Di tích Fragua    | Belmonte de Miranda          | 43°17′56″B 6°14′08″T / 43,298903°B 6,23565°T  | RI-51-0004900       | 15-06-1983           | Fragua Romana "El Machuco" · Upload image |

#### Bimenes
| Tên                   | Dạng              | Địa điểm            | Tọa độ                                        | Số hồ sơ tham khảo? | Ngày nhận danh hiệu? | Hình ảnh     |
| --------------------- | ----------------- | ------------------- | --------------------------------------------- | ------------------- | -------------------- | ------------ |
| Cung điện Martimporra | Di tích Cung điện | Bimenes Martimporra | 43°19′49″B 5°34′02″T / 43,3302°B 5,56734°T    | RI-51-0007077       | 02-05-1991           | Upload image |
| Tháp San Julián       | Di tích Tháp      | Bimenes San Julián  | 43°20′13″B 5°33′58″T / 43,336911°B 5,566018°T | RI-51-0007151       | 31-10-1991           | Upload image |

#### Boal
| Tên               | Dạng              | Địa điểm   | Tọa độ                                        | Số hồ sơ tham khảo? | Ngày nhận danh hiệu? | Hình ảnh     |
| ----------------- | ----------------- | ---------- | --------------------------------------------- | ------------------- | -------------------- | ------------ |
| Cung điện Miranda | Di tích Cung điện | Boal Prelo | 43°24′28″B 6°48′22″T / 43,407799°B 6,806121°T | RI-51-0004656       | 17-06-1982           | Upload image |
| Cova do Demo      | Di tích Cueva     | Boal       | 43°23′21″B 6°50′45″T / 43,389197°B 6,845858°T | RI-51-0010073       | 07-08-1997           | Upload image |

### C

#### Cabrales
| Tên                      | Dạng              | Địa điểm            | Tọa độ                                        | Số hồ sơ tham khảo? | Ngày nhận danh hiệu? | Hình ảnh                                                                             |
| ------------------------ | ----------------- | ------------------- | --------------------------------------------- | ------------------- | -------------------- | ------------------------------------------------------------------------------------ |
| Batán Pisa Sertal        | Di tích Batán     | Cabrales Las Arenas | 43°18′28″B 4°49′00″T / 43,307889°B 4,816805°T | RI-51-0005394       | 05-12-1994           | Upload image                                                                         |
| Nhà thờ Santa María Llas | Di tích Nhà thờ   | Cabrales Las Arenas | 43°18′22″B 4°49′00″T / 43,306094°B 4,816725°T | RI-51-0007220       | 06-03-1992           | Iglesia de Santa María de Llas · Upload image                                        |
| Cung điện Díaz Inguanzo  | Di tích Cung điện | Cabrales Berodia    | 43°18′36″B 4°52′41″T / 43,309881°B 4,87805°T  | RI-51-0008995       | 13-10-1994           | Palacio de Díaz Inguanzo · Upload image                                              |
| Cung điện Cernuda        | Di tích Nhà       | Cabrales Poo        | 43°18′24″B 4°49′59″T / 43,306597°B 4,833086°T | RI-51-0009011       | 05-12-1994           | Casa de Cernuda · Upload image                                                       |
| Hang bosque Táranu       | Di tích Cueva     | Cabrales Iguazo     | 43°18′37″B 4°51′55″T / 43,310186°B 4,865205°T | RI-51-0010075       | 07-08-1997           | Upload image                                                                         |
| Hang Canes               | Di tích Cueva     | Cabrales Arangas    | 43°19′38″B 4°47′58″T / 43,327347°B 4,799373°T | RI-51-0010074       | 07-08-1997           | Upload image                                                                         |
| Cung điện Mayorazgo      | Di tích Cung điện | Cabrales Inguanzo   | 43°18′33″B 4°51′57″T / 43,309167°B 4,865833°T | RI-51-0008678       | 30-12-1993           | Palacio del Mayorazgo · Upload image                                                 |
| Hang Covaciella          | Khu khảo cổ       | Cabrales            | 43°19′08″B 4°52′31″T / 43,318894°B 4,875151°T | RI-55-0000515       | 24-10-1996           | Delimitación del entorno de la Cueva de Arte Parietal "la Covaciella" · Upload image |

#### Cabranes
| Tên                        | Dạng            | Địa điểm       | Tọa độ                                        | Số hồ sơ tham khảo? | Ngày nhận danh hiệu? | Hình ảnh                                      |
| -------------------------- | --------------- | -------------- | --------------------------------------------- | ------------------- | -------------------- | --------------------------------------------- |
| Nhà thờ San Julián (Viñón) | Di tích Nhà thờ | Cabranes Viñon | 43°25′38″B 5°25′28″T / 43,427161°B 5,424365°T | RI-51-0001639       | 07-05-1965           | Iglesia de San Julián en Viñon · Upload image |

#### Candamo
| Tên                                   | Dạng              | Địa điểm                     | Tọa độ                                      | Số hồ sơ tham khảo? | Ngày nhận danh hiệu? | Hình ảnh                               |
| ------------------------------------- | ----------------- | ---------------------------- | ------------------------------------------- | ------------------- | -------------------- | -------------------------------------- |
| Hang Candamo                          | Di tích Cueva     | Candamo San Román de Candamo | 43°27′21″B 6°04′21″T / 43,455833°B 6,0725°T | RI-51-0000272       | 25-04-1924           | Cueva de la Peña · Upload image        |
| Cung điện Valdés-Bazán                | Di tích Cung điện | Candamo San Román de Candamo | 43°27′02″B 6°04′25″T / 43,45042°B 6,07363°T | RI-51-0010809       | 13-12-1984           | Palacio de Valdés-Bazán · Upload image |
| Tablero cancel Prerrománico (Candamo) | Di tích           | Candamo                      | 43°27′09″B 6°05′54″T / 43,45246°B 6,09821°T | RI-51-0011107       | 22-07-2004           | Upload image                           |

#### Cangas de Onís
| Tên                              | Dạng                 | Địa điểm                                      | Tọa độ                                        | Số hồ sơ tham khảo? | Ngày nhận danh hiệu? | Hình ảnh                                                            |
| -------------------------------- | -------------------- | --------------------------------------------- | --------------------------------------------- | ------------------- | -------------------- | ------------------------------------------------------------------- |
| Nhà Dagó                         | Di tích Nhà          | Cangas de Onís                                | 43°21′04″B 5°07′32″T / 43,351156°B 5,125514°T | RI-51-0005007       | 20-11-1986           | Edificio de la Avenida de Covadonga, Nº 43 · Upload image           |
| Nhà thờ Santa Cruz (Cangas Onís) | Di tích Nơi hẻo lánh | Cangas de Onís                                | 43°21′10″B 5°07′50″T / 43,352811°B 5,130483°T | RI-51-0000799       | 03-06-1931           | Ermita de Santa Cruz · Upload image                                 |
| Puente romano Cangas Onís        | Di tích Cầu Roma     | Cangas de Onís                                | 43°21′02″B 5°07′56″T / 43,350597°B 5,132119°T | RI-51-0000800       | 03-06-1931           | Puente sobre el Sella · Upload image                                |
| Nhà thờ Santa Eulalia (Abamia)   | Di tích Nhà thờ      | Cangas de Onís Abamia                         | 43°20′22″B 5°03′35″T / 43,339431°B 5,059772°T | RI-51-0001428       | 15-03-1962           | Iglesia de Santa Eulalia de Abamia · Upload image                   |
| Hang Boxu                        | Di tích Cueva        | Cangas de Onís Cardes                         | 43°21′31″B 5°06′02″T / 43,358747°B 5,100572°T | RI-51-0010076       | 07-08-1997           | Upload image                                                        |
| Real Colegiata San Fernando      | Di tích Đại học      | Cangas de Onís Covadonga                      | 43°18′27″B 5°03′15″T / 43,307481°B 5,054097°T | RI-51-0000039       | 19-04-1884           | Colegiata de Nuestra Señora de Covadonga · Upload image             |
| Capilla Santo Medero (Isongo)    | Di tích Capilla      | Cangas de Onís Isongo                         | 43°20′19″B 5°04′32″T / 43,338553°B 5,075469°T | RI-51-0007224       | 06-03-1992           | Capilla de Santo Medero · Upload image                              |
| Nhà thờ San Pedro (Mestas Con)   | Di tích Nhà thờ      | Cangas de Onís Mestas de Con (Cangas de Onís) | 43°20′18″B 5°00′56″T / 43,3383°B 5,015469°T   | RI-51-0008205       | 27-01-1993           | Iglesia de San Pedro de Con · Upload image                          |
| Capilla Santa Eugenia Sobrecueva | Di tích Capilla      | Cangas de Onís Sobrecueva                     | 43°21′03″B 5°03′55″T / 43,350703°B 5,065172°T | RI-51-0007225       | 06-03-1992           | Capilla de Santa Eugenia de Sobrecueva · Upload image               |
| Tu viện San Pedro Villanueva     | Di tích Tu viện      | Cangas de Onís Villanueva                     | 43°22′01″B 5°09′03″T / 43,366978°B 5,150911°T | RI-51-0000092       | 31-07-1907           | Ex-monasterio benedictino de San Pedro en Villanueva · Upload image |
| Santa Cueva Covadonga            | Khu vực lịch sử      | Cangas de Onís Covadonga                      | 43°18′31″B 5°03′16″T / 43,30873°B 5,054398°T  | RI-54-0000027       | 24-04-1969           | Covadonga, conjunto paisajístico · Upload image                     |

#### Cangas del Narcea
| Tên                                 | Dạng                 | Địa điểm                          | Tọa độ                                        | Số hồ sơ tham khảo? | Ngày nhận danh hiệu? | Hình ảnh                                             |
| ----------------------------------- | -------------------- | --------------------------------- | --------------------------------------------- | ------------------- | -------------------- | ---------------------------------------------------- |
| Nhà thờ Santa María (Tu viện Hermo) | Di tích Nhà thờ      | Cangas del Narcea                 | 42°58′41″B 6°32′21″T / 42,978056°B 6,539167°T | RI-51-0004717       | 11-10-1982           | Upload image                                         |
| Tu viện San Juan Bautista (Corias)  | Di tích Tu viện      | Cangas del Narcea Corias          | 43°11′41″B 6°32′37″T / 43,194776°B 6,543702°T | RI-51-0004672       | 24-07-1982           | Upload image                                         |
| Quần thể histórico Cangas Narcea    | Khu phức hợp lịch sử | Cangas del Narcea                 | 43°10′37″B 6°33′00″T / 43,177°B 6,55°T        | RI-53-0000611       | 29-07-2006           | Upload image                                         |
| Colegiata Santa María Magdalena     | Di tích Đại học      | Cangas del Narcea                 | 43°10′38″B 6°33′07″T / 43,177151°B 6,552071°T | RI-51-0004684       | 12-08-1982           | Colegiata de Santa María Magdalena · Upload image    |
| Cung điện Toreno (Cangas Narcea)    | Di tích Cung điện    | Cangas del Narcea                 | 43°10′34″B 6°32′56″T / 43,176156°B 6,548898°T | RI-51-0007346       | 10-12-1992           | Palacio de Toreno (Cangas del Narcea) · Upload image |
| Cung điện Omaña                     | Di tích Cung điện    | Cangas del Narcea                 | 43°10′37″B 6°33′06″T / 43,176899°B 6,55158°T  | RI-51-0007223       | 06-03-1992           | Upload image                                         |
| Reserva Natural Integral Muniellos  | Khu vực lịch sử      | Cangas del Narcea, Degaña e Ibias | 43°00′34″B 6°44′03″T / 43,009444°B 6,734167°T | RI-54-0000023       | 09-07-1964           | Bosque de Muniellos · Upload image                   |

#### Carreño
| Tên                             | Dạng            | Địa điểm          | Tọa độ                                        | Số hồ sơ tham khảo? | Ngày nhận danh hiệu? | Hình ảnh                                                      |
| ------------------------------- | --------------- | ----------------- | --------------------------------------------- | ------------------- | -------------------- | ------------------------------------------------------------- |
| Nhà thờ Santa María (Piedeloro) | Di tích Nhà thờ | Carreño Piedeloro | 43°34′20″B 5°48′33″T / 43,572125°B 5,809099°T | RI-51-0009018       | 09-01-1995           | Upload image                                                  |
| Monte Areo                      | Khu khảo cổ     | Carreño và Gijón  | 43°31′36″B 5°46′33″T / 43,526771°B 5,775719°T | RI-55-0000502       | 26-06-1997           | Necrópolis Megalítico-tumular de El Monte Areo · Upload image |

#### Caso
| Tên                         | Dạng            | Địa điểm   | Tọa độ                                      | Số hồ sơ tham khảo? | Ngày nhận danh hiệu? | Hình ảnh     |
| --------------------------- | --------------- | ---------- | ------------------------------------------- | ------------------- | -------------------- | ------------ |
| Nhà thờ Santa María (Tanes) | Di tích Nhà thờ | Caso Tanes | 43°12′15″B 5°23′46″T / 43,20405°B 5,39618°T | RI-51-0011513       |                      | Upload image |

#### Castropol
| Tên                                                 | Dạng                 | Địa điểm           | Tọa độ                                        | Số hồ sơ tham khảo? | Ngày nhận danh hiệu? | Hình ảnh                                                   |
| --------------------------------------------------- | -------------------- | ------------------ | --------------------------------------------- | ------------------- | -------------------- | ---------------------------------------------------------- |
| Cung điện cuatro torres Donlebún Las Tháp don Lebun | Di tích Cung điện    | Castropol Barres   | 43°32′03″B 7°00′25″T / 43,534036°B 7,007054°T | RI-51-0004716       | 11-10-1982           | Upload image                                               |
| Quần thể Histórico Villa Castropol                  | Khu phức hợp lịch sử | Castropol          | 43°31′41″B 7°01′48″T / 43,528°B 7,03°T        | RI-53-0000504       | 20-05-2004           | Conjunto Histórico de la Villa de Castropol · Upload image |
| Cung điện Pardo Donlebún Cung điện Trenor.          | Di tích Cung điện    | Castropol Figueras | 43°32′14″B 7°01′21″T / 43,537222°B 7,0225°T   | RI-51-0006926       | 30-12-1992           | Upload image                                               |

#### Coaña
| Tên          | Dạng        | Địa điểm | Tọa độ                                        | Số hồ sơ tham khảo? | Ngày nhận danh hiệu? | Hình ảnh                               |
| ------------ | ----------- | -------- | --------------------------------------------- | ------------------- | -------------------- | -------------------------------------- |
| Castro Coaña | Khu khảo cổ | Coaña    | 43°30′40″B 6°44′59″T / 43,511013°B 6,749854°T | RI-55-0000027       | 03-06-1931           | Despoblado del Castillo · Upload image |

#### Colunga
| Tên                                  | Dạng                                                                           | Địa điểm          | Tọa độ                                        | Số hồ sơ tham khảo? | Ngày nhận danh hiệu? | Hình ảnh                                               |
| ------------------------------------ | ------------------------------------------------------------------------------ | ----------------- | --------------------------------------------- | ------------------- | -------------------- | ------------------------------------------------------ |
| Quần thể Histórico Artístico Lastres | Khu phức hợp lịch sử                                                           | Colunga Lastres   | 43°30′50″B 5°16′08″T / 43,514°B 5,269°T       | RI-53-0000441       | 07-05-1992           | Conjunto Histórico Artístico de Lastres · Upload image |
| Nhà thờ Santa María Sabada           | Di tích Kiến trúc tôn giáo Nhà thờ Kiến trúc: Baroque và Kiến trúc Tân cổ điển | Colunga Lastres   | 43°30′55″B 5°16′20″T / 43,515179°B 5,272118°T | RI-51-0007345       | 26-11-1992           | Iglesia de Santa María de Sádaba · Upload image        |
| Nhà thờ Santiago (Gobiendes)         | Di tích Kiến trúc tôn giáo Nhà thờ Kiểu: Arte prerrománico                     | Colunga Gobiendes | 43°28′01″B 5°14′20″T / 43,466972°B 5,238806°T | RI-51-0000797       | 03-06-1931           | Iglesia de Santiago · Upload image                     |
| Cung điện Gobiendes                  | Di tích Kiến trúc dân sự Cung điện                                             | Colunga Gobiendes | 43°28′00″B 5°13′52″T / 43,466682°B 5,231072°T | RI-51-0003913       | 07-07-1973           | Palacio de Gobiendes · Upload image                    |

#### Corvera de Asturias
| Tên                      | Dạng              | Địa điểm                    | Tọa độ                                        | Số hồ sơ tham khảo? | Ngày nhận danh hiệu? | Hình ảnh                                        |
| ------------------------ | ----------------- | --------------------------- | --------------------------------------------- | ------------------- | -------------------- | ----------------------------------------------- |
| Cung điện Rodríguez León | Di tích Cung điện | Corvera de Asturias Trasora | 43°32′48″B 5°52′43″T / 43,546736°B 5,878525°T | RI-51-0010441       | 30-12-2003           | Palacio de los Rodriguez de León · Upload image |

#### Cudillero
| Tên                                                 | Dạng                 | Địa điểm                | Tọa độ                                        | Số hồ sơ tham khảo? | Ngày nhận danh hiệu? | Hình ảnh                                                    |
| --------------------------------------------------- | -------------------- | ----------------------- | --------------------------------------------- | ------------------- | -------------------- | ----------------------------------------------------------- |
| Nhà thờ Santa María (Soto Luiña)                    | Di tích Nhà thờ      | Cudillero Soto de Luiña | 43°33′43″B 6°13′50″T / 43,561883°B 6,230487°T | RI-51-0009584       | 28-11-1996           | Iglesia de Santa María (Soto de Luiña) · Upload image       |
| Quần thể Histórico Cudillero                        | Khu phức hợp lịch sử | Cudillero               | 43°33′47″B 6°08′46″T / 43,563°B 6,146°T       | RI-53-0000610       | 29-06-2006           | Conjunto Histórico de Cudillero · Upload image              |
| Nhà Rectoral Soto Luiña Antiguo hospital peregrinos | Di tích Nhà          | Cudillero Soto de Luiña | 43°33′43″B 6°13′50″T / 43,561883°B 6,230487°T | RI-51-0009704       | 23-01-1997           | Casa Rectoral Antiguo hospital de peregrinos · Upload image |

### D

#### Degaña
| Tên                                | Dạng            | Địa điểm                          | Tọa độ                                        | Số hồ sơ tham khảo? | Ngày nhận danh hiệu? | Hình ảnh                           |
| ---------------------------------- | --------------- | --------------------------------- | --------------------------------------------- | ------------------- | -------------------- | ---------------------------------- |
| Nhà thờ Santa María (Cerredo)      | Di tích Nhà thờ | Degaña                            | 42°56′49″B 6°29′26″T / 42,947072°B 6,49053°T  | RI-51-0011535       | 29-06-2006           | Upload image                       |
| Reserva Natural Integral Muniellos | Khu vực lịch sử | Degaña, Cangas del Narcea e Ibias | 43°00′34″B 6°44′03″T / 43,009444°B 6,734167°T | RI-54-0000023       | 09-07-1964           | Bosque de Muniellos · Upload image |

### G

#### Gijón
| Tên                                                             | Dạng                     | Địa điểm         | Tọa độ                                        | Số hồ sơ tham khảo? | Ngày nhận danh hiệu? | Hình ảnh                                                                            |
| --------------------------------------------------------------- | ------------------------ | ---------------- | --------------------------------------------- | ------------------- | -------------------- | ----------------------------------------------------------------------------------- |
| Thư viện Pública Estado (Gijón)                                 | Thư viện                 | Gijón            | 43°32′29″B 5°39′44″T / 43,541269°B 5,662151°T | RI-BI-0000012       | 25-06-1985           | Biblioteca Pública del Estado · Upload image                                        |
| Nhà Natal Jovellanos (Nhà Bảo tàng Jovellanos)                  | Di tích Kiến trúc dân sự | Gijón            | 43°32′46″B 5°39′45″T / 43,546015°B 5,662615°T | RI-51-0004961       | 19-10-1983           | Casa Natal de Jovellanos (Casa Museo de Jovellanos) · Upload image                  |
| Monte Areo                                                      | Khu khảo cổ Necrópolis   | Gijón và Carreño | 43°31′36″B 5°46′33″T / 43,526771°B 5,775719°T | RI-55-0000502       | 26-06-1997           | Necrópolis Megalítico-tumular de el Monte Areo · Upload image                       |
| Cung điện Jove Huergo Bảo tàng Barjola                          | Di tích Cung điện        | Gijón            | 43°32′39″B 5°39′49″T / 43,544214°B 5,663672°T | RI-51-0009045       | 18-01-1995           | Palacio de Jove Huergo y Capilla de la Trinidad Museo Barjola · Upload image        |
| Quảng trường toros Bibio                                        | Di tích Cung điện đấu bò | Gijón            | 43°32′07″B 5°38′43″T / 43,535278°B 5,645278°T | RI-51-0007222       | 06-03-1992           | Plaza de Toros de El Bibio · Upload image                                           |
| Real Instituto Jovellanos                                       | Di tích Instituto        | Gijón            | 43°32′28″B 5°39′43″T / 43,541111°B 5,661944°T | RI-51-0003933       | 04-04-1974           | Real Instituto Jovellanos · Upload image                                            |
| Khu vực khảo cổ Cimadevilla                                     | Khu khảo cổ              | Gijón            | 43°32′43″B 5°39′40″T / 43,545278°B 5,661111°T | RI-55-0000135       | 08-05-1987           | Upload image                                                                        |
| Campa Torres                                                    | Khu khảo cổ              | Gijón            | 43°34′09″B 5°42′15″T / 43,569183°B 5,704286°T | RI-55-0000256       | 21-01-1994           | Khu khảo cổ Yacimiento Romano Del Cabo o La Campa Torres · Upload image             |
| Quần thể Histórico Artístico Colegiata và Palacio Revillagigedo | Khu phức hợp lịch sử     | Gijón            | 43°32′43″B 5°39′48″T / 43,545278°B 5,663333°T | RI-53-0000173       | 30-05-1974           | Conjunto Histórico Artístico la Colegiata y Palacio de Revillagigedo · Upload image |
| Quần thể histórico artístico Cimadevilla                        | Khu phức hợp lịch sử     | Gijón            | 43°32′48″B 5°39′47″T / 43,546667°B 5,663056°T | RI-53-0000184       | 20-02-1975           | Conjunto Histórico Artístico El Barrio Viejo de Gijón · Upload image                |

#### Gozón
| Tên                          | Dạng                 | Địa điểm     | Tọa độ                                        | Số hồ sơ tham khảo? | Ngày nhận danh hiệu? | Hình ảnh                                    |
| ---------------------------- | -------------------- | ------------ | --------------------------------------------- | ------------------- | -------------------- | ------------------------------------------- |
| Cung điện Menéndez Pola      | Di tích Cung điện    | Gozón Luanco | 43°37′00″B 5°47′19″T / 43,616561°B 5,788564°T | RI-51-0007076       | 02-05-1991           | Palacio de los Menéndez Pola · Upload image |
| Nhà thờ Santa María (Luanco) | Di tích Nhà thờ      | Gozón Luanco | 43°37′00″B 5°47′17″T / 43,616611°B 5,787992°T | RI-51-0007221       | 06-03-1992           | Iglesia de Santa María · Upload image       |
| Casco Antiguo Luanco         | Khu phức hợp lịch sử | Gozón Luanco | 43°36′59″B 5°47′23″T / 43,616365°B 5,789859°T | RI-53-0000429       | 30-05-1991           | Casco Antiguo de Luanco · Upload image      |

#### Grado, Asturias
| Tên                                                         | Dạng                 | Địa điểm                   | Tọa độ                                        | Số hồ sơ tham khảo? | Ngày nhận danh hiệu? | Hình ảnh                                                    |
| ----------------------------------------------------------- | -------------------- | -------------------------- | --------------------------------------------- | ------------------- | -------------------- | ----------------------------------------------------------- |
| Cung điện Miranda-Valdecarzana                              | Di tích Cung điện    | Grado, Asturias            | 43°23′24″B 6°04′05″T / 43,390035°B 6,068168°T | RI-51-0004458       | 15-01-1981           | Palacio de Miranda-Valdecarzana · Upload image              |
| Quần thể histórico Grado                                    | Khu phức hợp lịch sử | Grado, Asturias            | 43°23′16″B 6°04′19″T / 43,387772°B 6,072006°T | RI-53-0000438       | 03-04-1992           | Conjunto Histórico de Grado · Upload image                  |
| Hang Godulfo                                                | Di tích Cueva        | Grado, Asturias Berció     | 43°22′07″B 5°58′58″T / 43,36869°B 5,982839°T  | RI-51-0010077       | 07-08-1997           | Upload image                                                |
| Tháp Villanueva, Capilla Dolores (Grado) và Tháp Villanueva | Di tích Cung điện    | Grado, Asturias Villanueva | 43°21′25″B 6°04′36″T / 43,357039°B 6,076654°T | RI-51-0008679       | 13-01-1994           | El Palacio, la Capilla y Torre de Villanueva · Upload image |

### I

#### Ibias
| Tên                                | Dạng              | Địa điểm                           | Tọa độ                                        | Số hồ sơ tham khảo? | Ngày nhận danh hiệu? | Hình ảnh                           |
| ---------------------------------- | ----------------- | ---------------------------------- | --------------------------------------------- | ------------------- | -------------------- | ---------------------------------- |
| Cung điện Tormaleo                 | Di tích Cung điện | Ibias Tormaleo                     | 42°56′22″B 6°44′38″T / 42,939361°B 6,74391°T  | RI-51-0008681       | 30-12-1993           | Palacio de Tormaleo · Upload image |
| Reserva Natural Integral Muniellos | Khu vực lịch sử   | Ibias, Cangas del Narcea và Degaña | 43°00′34″B 6°44′03″T / 43,009444°B 6,734167°T | RI-54-0000023       | 09-07-1964           | Bosque de Muniellos · Upload image |

### L

#### Langreo
| Tên                              | Dạng                 | Địa điểm         | Tọa độ                                        | Số hồ sơ tham khảo? | Ngày nhận danh hiệu? | Hình ảnh                                                                    |
| -------------------------------- | -------------------- | ---------------- | --------------------------------------------- | ------------------- | -------------------- | --------------------------------------------------------------------------- |
| Mộ Carbayu                       | Di tích Nơi hẻo lánh | Langreo Ciaño    | 43°16′52″B 5°41′14″T / 43,281247°B 5,687208°T | RI-51-0007247       | 03-04-1992           | Ermita de Nuestra Señora del Carbayo · Upload image                         |
| Tháp Villa                       | Di tích Tháp         | Langreo Riaño    | 43°19′46″B 5°43′34″T / 43,329496°B 5,726176°T | RI-51-0009043       | 18-01-1995           | Upload image                                                                |
| Cung điện Camposagrado (Langreo) | Di tích              | Langreo Villa    | 43°19′46″B 5°43′34″T / 43,329496°B 5,726176°T | RI-51-0009044       | 18-01-1995           | Palacio de Camposagrado · Upload image                                      |
| Nhà García Bernardo Nhà Alberti  | Di tích              | Langreo Ciaño    | 43°17′15″B 5°40′08″T / 43,287476°B 5,668776°T | RI-51-0009054       | 31-01-1995           | Casa de los García Bernardo Casa de los Alberti · Upload image              |
| Nhà thờ San Esteban (Ciaño)      | Di tích Nhà thờ      | Langreo Ciaño    | 43°17′19″B 5°40′05″T / 43,28853°B 5,667942°T  | RI-51-0009055       | 31-01-1995           | Iglesia de San Esteban (Ciaño) · Upload image                               |
| Nhà Cimadevilla Nhà Cimadevilla  | Di tích Nhà          | Langreo Ciaño    | 43°17′10″B 5°40′10″T / 43,286168°B 5,669415°T | RI-51-0009056       | 31-01-1995           | Asilo Hogar Virgen del Carbayo y Capilla Casa de Cimadevilla · Upload image |
| Tháp Quintana                    | Di tích Tháp         | Langreo Ciaño    | 43°17′19″B 5°40′17″T / 43,288612°B 5,671273°T | RI-51-0009094       | 30-03-1995           | Torre de la Quintana y Casa Anexa · Upload image                            |
| Ecomuseo minero Valle Samuño     | Khu phức hợp lịch sử | Langreo La Nueva |                                               |                     | 16-03-2013           | Upload image                                                                |

#### Las Regueras
| Tên            | Dạng            | Địa điểm            | Tọa độ                                        | Số hồ sơ tham khảo? | Ngày nhận danh hiệu? | Hình ảnh                                    |
| -------------- | --------------- | ------------------- | --------------------------------------------- | ------------------- | -------------------- | ------------------------------------------- |
| San Pedro Nora | Di tích Nhà thờ | Las Regueras        | 43°21′45″B 5°50′34″T / 43,362403°B 5,842808°T | RI-51-0000798       | 03-06-1931           | Iglesia de San Pedro de Nora · Upload image |
| Hang Mestas    | Di tích Cueva   | Las Regueras Taoces | 43°23′06″B 5°58′24″T / 43,385055°B 5,973403°T | RI-51-0010078       | 07-08-1997           | Upload image                                |

#### Laviana
| Tên                            | Dạng                               | Địa điểm           | Tọa độ                                        | Số hồ sơ tham khảo? | Ngày nhận danh hiệu? | Hình ảnh                  |
| ------------------------------ | ---------------------------------- | ------------------ | --------------------------------------------- | ------------------- | -------------------- | ------------------------- |
| Casona Menéndez                | Di tích Nhà                        | Laviana La Aldea   | 43°14′31″B 5°29′46″T / 43,241965°B 5,496165°T | RI-51-0009095       | 30-04-1995           | Upload image              |
| Tháp canh (Condado)            | Di tích Kiến trúc phòng thủ Tháp   | Laviana El Condado | 43°14′11″B 5°30′11″T / 43,236459°B 5,503155°T | RI-51-0008764       | 07-04-1994           | El Torreón · Upload image |
| Nhà thờ San Nicolás (Villoria) | Di tích Kiến trúc tôn giáo Nhà thờ | Laviana Villoria   | 43°13′00″B 5°33′54″T / 43,216733°B 5,56498°T  | RI-51-0009091       | 16-03-1995           | Upload image              |

#### Lena (Asturias)
| Tên                            | Dạng                                               | Địa điểm                     | Tọa độ                                        | Số hồ sơ tham khảo? | Ngày nhận danh hiệu? | Hình ảnh                                            |
| ------------------------------ | -------------------------------------------------- | ---------------------------- | --------------------------------------------- | ------------------- | -------------------- | --------------------------------------------------- |
| Nhà natal Vital Aza            | Di tích Kiến trúc dân sự                           | Lena Pola de Lena            | 43°09′26″B 5°49′42″T / 43,15733°B 5,828381°T  | RI-51-0011515       | 29-06-2006           | Casa natal de Vital de Aza · Upload image           |
| Santa Cristina Lena            | Di tích Kiến trúc tôn giáo Kiểu: Arte prerrománico | Lena Pola de Lena            | 43°07′38″B 5°48′51″T / 43,127222°B 5,814167°T | RI-51-0000050       | 24-08-1885           | Ermita de Santa Cristina · Upload image             |
| Nhà thờ San Martino Villallana | Di tích Kiến trúc tôn giáo Nhà thờ                 | Lena San Martino, Villallana | 43°11′00″B 5°49′22″T / 43,183201°B 5,8227°T   | RI-51-0004591       | 12-02-1982           | Iglesia de San Martino de Villallana · Upload image |

#### Llanera, Asturias
| Tên                      | Dạng              | Địa điểm                               | Tọa độ                                        | Số hồ sơ tham khảo? | Ngày nhận danh hiệu? | Hình ảnh                                     |
| ------------------------ | ----------------- | -------------------------------------- | --------------------------------------------- | ------------------- | -------------------- | -------------------------------------------- |
| Nhà thờ Santiago (Arlós) | Di tích Nhà thờ   | Llanera, Asturias Arlós                | 43°28′56″B 5°54′16″T / 43,482298°B 5,904569°T | RI-51-0011517       | 29-06-2006           | Iglesia de Santiago (Llanera) · Upload image |
| Cung điện Villabona      | Di tích Cung điện | Llanera, Asturias Villabona (Asturias) | 43°27′44″B 5°49′56″T / 43,462268°B 5,832195°T | RI-51-0004748       | 12-11-1982           | Casa-palacio de Villabona · Upload image     |
| Cung điện Villanueva     | Di tích Cung điện | Llanera, Asturias San Cucao            | 43°25′43″B 5°52′40″T / 43,428481°B 5,877804°T | RI-51-0009093       | 30-03-1995           | Palacio de Villanueva · Upload image         |

#### Llanes
| Tên                                                                | Dạng                 | Địa điểm                        | Tọa độ                                        | Số hồ sơ tham khảo? | Ngày nhận danh hiệu? | Hình ảnh                                                                                 |
| ------------------------------------------------------------------ | -------------------- | ------------------------------- | --------------------------------------------- | ------------------- | -------------------- | ---------------------------------------------------------------------------------------- |
| Cung điện Condes Vega Sella                                        | Di tích Cung điện    | Llanes Nueva                    | 43°26′12″B 4°55′55″T / 43,436536°B 4,931992°T | RI-51-0007137       | 03-10-1991           | Upload image                                                                             |
| Nhà Cercáu                                                         | Di tích Nhà          | Llanes                          | 43°25′18″B 4°45′11″T / 43,421697°B 4,753161°T | RI-51-0007078       | 02-05-1991           | Upload image                                                                             |
| Casino Llanes                                                      | Di tích Casino       | Llanes                          | 43°25′16″B 4°45′18″T / 43,421044°B 4,755117°T | RI-51-0011545       | 22-06-2006           | Casino de Llanes · Upload image                                                          |
| Quần thể Histórico Villa Llanes                                    | Khu phức hợp lịch sử | Llanes                          | 43°25′10″B 4°45′03″T / 43,419536°B 4,750911°T | RI-53-0000124       | 22-04-1971           | Upload image                                                                             |
| Torreón Llanes                                                     | Di tích Tháp         | Llanes                          | 43°25′17″B 4°45′18″T / 43,42127°B 4,754983°T  | RI-51-0000016       | 03-11-1876           | Torreón de Llanes · Upload image                                                         |
| Ídolo Peña Tú                                                      | Di tích              | Llanes Vidiago                  | 43°23′35″B 4°41′23″T / 43,393156°B 4,689848°T | RI-51-0000294       | 25-04-1924           | Ídolo de Peña Tú · Upload image                                                          |
| Nhà thờ San Antolín Bedón                                          | Di tích Nhà thờ      | Llanes Bedón                    | 43°26′17″B 4°52′09″T / 43,438103°B 4,869283°T | RI-51-0000792       | 03-06-1931           | Iglesia de San Antolín (Bedón) · Upload image                                            |
| Cung điện Espriella ở Villahormes                                  | Di tích Cung điện    | Llanes Villaliormes             | 43°26′40″B 4°54′09″T / 43,444561°B 4,902595°T | RI-51-0005075       | 27-06-1985           | Palacio de la Espriella en Villahormes · Upload image                                    |
| Cung điện Gastañaga                                                | Di tích Cung điện    | Llanes                          | 43°25′16″B 4°45′10″T / 43,421116°B 4,752697°T | RI-51-0007270       | 07-05-1992           | Palacio de Gastañaga · Upload image                                                      |
| Nhà thờ Santa María Conceyu (Llanes) Nhà thờ Ntra. Señora Asunción | Di tích Nhà thờ      | Llanes                          | 43°25′17″B 4°45′14″T / 43,421375°B 4,753915°T | RI-51-0008208       | 27-01-1993           | Iglesia de Santa María del Conceyu Iglesia de Ntra. Señora de la Asunción · Upload image |
| Covarón                                                            | Di tích Cueva        | Llanes Parres                   | 43°24′22″B 4°46′37″T / 43,406154°B 4,77695°T  | RI-51-0010079       | 07-08-1997           | Upload image                                                                             |
| Hang Trescalabres                                                  | Di tích Cueva        | Llanes Cueto de la Llera        | 43°25′14″B 4°50′40″T / 43,420541°B 4,844456°T | RI-51-0010083       | 07-08-1997           | Upload image                                                                             |
| Hang Tebellín                                                      | Di tích Cueva        | Llanes Bricia                   | 43°25′28″B 4°51′34″T / 43,4245°B 4,859498°T   | RI-51-0010086       | 07-08-1997           | Upload image                                                                             |
| Hang Samoreli                                                      | Di tích Cueva        | Llanes Rales                    | 43°24′37″B 4°53′29″T / 43,410379°B 4,891276°T | RI-51-0010087       | 07-08-1997           | Upload image                                                                             |
| Hang Herrería Cueva Herrerías, Cueva Bolao                         | Di tích Cueva        | Llanes La Pereda                | 43°24′37″B 4°53′29″T / 43,410379°B 4,891276°T | RI-51-0010080       | 07-08-1997           | Upload image                                                                             |
| Hang Balmori Cueva Pradón, Cueva Ería, Cuevona                     | Di tích Cueva        | Llanes Balmori                  | 43°25′30″B 4°50′13″T / 43,425108°B 4,836838°T | RI-51-0010081       | 07-08-1997           | Upload image                                                                             |
| Hang Quintanal                                                     | Di tích Cueva        | Llanes El Quintanal             | 43°25′27″B 4°49′55″T / 43,42425°B 4,832075°T  | RI-51-0010082       | 07-08-1997           | Upload image                                                                             |
| Hang Riera                                                         | Di tích Cueva        | Llanes Cueto de la Llera        | 43°25′27″B 4°50′54″T / 43,424126°B 4,848232°T | RI-51-0010084       | 07-08-1997           | Upload image                                                                             |
| Cuetu Mina                                                         | Di tích Cueva        | Llanes Cueto de la Llera Posada | 43°25′49″B 4°51′43″T / 43,430157°B 4,861944°T | RI-51-0010085       | 07-08-1997           | Upload image                                                                             |
| Hang Coberiza Cueva Coberizas, Cueva Sabina                        | Di tích Cueva        | Llanes Posada la Vieja          | 43°25′25″B 4°52′07″T / 43,423682°B 4,868478°T | RI-51-0010149       | 15-10-1997           | Upload image                                                                             |
| Tháp Tronquedo                                                     | Di tích Tháp         | Llanes Andrin                   | 43°24′25″B 4°43′03″T / 43,406856°B 4,717512°T | RI-51-0010183       | 30-10-2003           | Upload image                                                                             |

#### Luarca
| Tên               | Dạng    | Địa điểm        | Tọa độ                                        | Số hồ sơ tham khảo? | Ngày nhận danh hiệu? | Hình ảnh     |
| ----------------- | ------- | --------------- | --------------------------------------------- | ------------------- | -------------------- | ------------ |
| Tháp Villademoros | Di tích | Luarca Cadavedo | 43°33′06″B 6°23′43″T / 43,551707°B 6,395196°T | RI-51-0001282       | 24-03-1961           | Upload image |

### M

#### Mieres, Asturias
| Tên                                            | Dạng              | Địa điểm                   | Tọa độ                                        | Số hồ sơ tham khảo? | Ngày nhận danh hiệu? | Hình ảnh                                       |
| ---------------------------------------------- | ----------------- | -------------------------- | --------------------------------------------- | ------------------- | -------------------- | ---------------------------------------------- |
| Nhà thờ Santa Eulalia Ujo                      | Di tích Nhà thờ   | Mieres, Asturias Ujo       | 43°12′15″B 5°47′31″T / 43,204276°B 5,791978°T | RI-51-0000245       | 23-06-1923           | Iglesia de Santa Eulalia de Ujo · Upload image |
| Nhà Duró                                       | Di tích Nhà       | Mieres, Asturias           | 43°14′55″B 5°46′19″T / 43,24853°B 5,77185°T   | RI-51-0009100       | 30-03-1995           | Casa Duró · Upload image                       |
| Cung điện Abajo (Cenera)                       | Di tích Cung điện | Mieres, Asturias Cenera    | 43°13′03″B 5°49′04″T / 43,217583°B 5,817867°T | RI-51-0009096       | 30-03-1995           | El Palacio de Abajo · Upload image             |
| Mộ mártires Cosme và Damián Mártires Valdecuna | Di tích Santuario | Mieres, Asturias Insierto  | 43°13′16″B 5°48′24″T / 43,22102°B 5,806797°T  | RI-51-0009097       | 30-03-1995           | Upload image                                   |
| Cung điện Valletu                              | Di tích Cung điện | Mieres, Asturias Valdecuna | 43°13′21″B 5°47′45″T / 43,222599°B 5,795747°T | RI-51-0009098       | 30-03-1995           | Upload image                                   |
| Cung điện Vizconde Heredia                     | Di tích Cung điện | Mieres, Asturias Villarejo | 43°13′02″B 5°47′19″T / 43,217292°B 5,788537°T | RI-51-0009099       | 30-03-1995           | Upload image                                   |
| Cung điện Arriba (Cenera)                      | Di tích Cung điện | Mieres, Asturias Cenera    | 43°13′06″B 5°49′07″T / 43,218279°B 5,818508°T | RI-51-0009103       | 30-03-1995           | Palacio de Arriba · Upload image               |
| Pozo Santa Bárbara                             | Di tích Mina      | Mieres, Asturias Turón     |                                               |                     | 2010                 | Upload image                                   |

#### Morcín
| Tên                                          | Dạng                 | Địa điểm                  | Tọa độ                                        | Số hồ sơ tham khảo? | Ngày nhận danh hiệu? | Hình ảnh                                               |
| -------------------------------------------- | -------------------- | ------------------------- | --------------------------------------------- | ------------------- | -------------------- | ------------------------------------------------------ |
| Tháp Peñerudes                               | Di tích Tháp         | Morcín Tower of Peñerudes | 43°17′23″B 5°56′05″T / 43,289694°B 5,934694°T | RI-51-0001636       | 15-03-1965           | Torre de Peñerudes · Upload image                      |
| Nhà hoang Magdalena (Monsacro) Capilla abajo | Di tích Nơi hẻo lánh | Morcín Monsacro           | 43°15′53″B 5°53′22″T / 43,264788°B 5,889418°T | RI-51-0007245       | 03-04-1992           | Ermita de la Magdalena Capilla de abajo · Upload image |
| Nhà hoang Santiago (Monsacro) Capilla arriba | Di tích Nơi hẻo lánh | Morcín Monsacro           | 43°15′41″B 5°53′27″T / 43,261526°B 5,890839°T | RI-51-0007246       | 03-04-1992           | Ermita de Santiago Capilla de arriba · Upload image    |
| Hang Molín                                   | Di tích Cueva        | Morcín Entrefoces         | 43°15′18″B 5°52′14″T / 43,254979°B 5,87054°T  | RI-51-0010088       | 07-08-1997           | Upload image                                           |

### N

#### Navia (Tây Ban Nha)
| Tên                                | Dạng              | Địa điểm                           | Tọa độ                                        | Số hồ sơ tham khảo? | Ngày nhận danh hiệu? | Hình ảnh                                                |
| ---------------------------------- | ----------------- | ---------------------------------- | --------------------------------------------- | ------------------- | -------------------- | ------------------------------------------------------- |
| Cung điện Ferrería                 | Di tích Cung điện | Nava (Asturias) Fuensanta          | 43°20′36″B 5°29′32″T / 43,343228°B 5,492306°T | RI-51-0007348       | 30-12-1992           | Upload image                                            |
| Nhà thờ Santa Marina (Puerto Vega) | Di tích Nhà thờ   | Navia (Tây Ban Nha) Puerto de Vega | 43°33′46″B 6°38′29″T / 43,562705°B 6,64149°T  | RI-51-0011547       | 29-06-2006           | Iglesia de Santa Marina (Puerto de Vega) · Upload image |
| Cung điện Camposorio               | Di tích Cung điện | Navia (Tây Ban Nha) Piñera         | 43°32′49″B 6°40′06″T / 43,547036°B 6,668444°T | RI-51-0011548       | 22-06-2006           | Upload image                                            |
| Cung điện Lienes                   | Di tích Cung điện | Navia (Tây Ban Nha) Armental       | 43°31′22″B 6°43′21″T / 43,522642°B 6,722434°T | RI-51-0009102       | 12-04-1995           | Upload image                                            |

### O

#### Oviedo
| Tên                                           | Dạng                     | Địa điểm                   | Tọa độ                                        | Số hồ sơ tham khảo? | Ngày nhận danh hiệu? | Hình ảnh                                                        |
| --------------------------------------------- | ------------------------ | -------------------------- | --------------------------------------------- | ------------------- | -------------------- | --------------------------------------------------------------- |
| Lưu trữ lịch sử Asturias                      | Lưu trữ                  | Oviedo                     | 43°22′16″B 5°51′02″T / 43,370977°B 5,850571°T | RI-AR-0000016       | 10-11-1997           | Archivo Histórico Provincial de Asturias · Upload image         |
| Thư viện Pública Estado (Oviedo)              | Thư viện                 | Oviedo                     | 43°21′34″B 5°50′47″T / 43,359493°B 5,846408°T | RI-BI-0000023       | 25-06-1985           | Biblioteca Pública del Estado · Upload image                    |
| Cárcel Correccional Oviedo                    | Di tích Cárcel           | Oviedo                     | 43°22′16″B 5°51′02″T / 43,370977°B 5,850571°T | RI-51-0010663       | 12-06-2003           | Antigua Cárcel correccional de Oviedo · Upload image            |
| Antiguo Hospicio Oviedo                       | Di tích Hospicio         | Oviedo                     | 43°21′49″B 5°51′15″T / 43,363573°B 5,854203°T | RI-51-0003919       | 29-01-2003           | Antiguo Hospicio de Oviedo · Upload image                       |
| Quảng trường toros Buenavista                 | Di tích Cung điện đấu bò | Oviedo                     | 43°21′28″B 5°52′01″T / 43,357911°B 5,867044°T | RI-51-0011525       | 29-06-2006           | Plaza de Toros de Buenavista · Upload image                     |
| Casona Regla                                  | Di tích Nhà              | Oviedo                     | 43°21′38″B 5°50′29″T / 43,360609°B 5,84148°T  | RI-51-0011615       | 22-06-2006           | Casona de Regla · Upload image                                  |
| Nhà thờ Santo Domingo (Oviedo)                | Di tích Nhà thờ          | Oviedo                     | 43°21′31″B 5°50′30″T / 43,358578°B 5,841731°T | RI-51-0001159       | 28-07-1944           | Iglesia de Santo Domingo (Oviedo) · Upload image                |
| Nhà thờ San Isidoro Real (Oviedo)             | Di tích Nhà thờ          | Oviedo                     | 43°21′38″B 5°50′43″T / 43,360475°B 5,845325°T | RI-51-0004901       | 22-06-1983           | Iglesia de San Isidoro el Real (Oviedo) · Upload image          |
| Nhà Campomanes                                | Di tích Nhà              | Oviedo                     | 43°21′49″B 5°50′40″T / 43,363728°B 5,844306°T | RI-51-0005053       | 28-12-1984           | Casa de los Campomanes · Upload image                           |
| Quần thể Histórico Olloniego                  | Khu phức hợp lịch sử     | Oviedo Olloniego           | 43°18′01″B 5°49′40″T / 43,300322°B 5,827639°T | RI-53-0000306       | 30-05-1991           | Conjunto Histórico de Olloniego · Upload image                  |
| Cung điện Condes Toreno                       | Di tích Cung điện        | Oviedo                     | 43°21′44″B 5°50′44″T / 43,362153°B 5,845606°T | RI-51-0004931       | 14-09-1983           | Palacio de Toreno (Oviedo) · Upload image                       |
| Cung điện Velarde (Oviedo)                    | Di tích Cung điện        | Oviedo                     | 43°21′42″B 5°50′37″T / 43,361711°B 5,843697°T | RI-51-0004887       | 25-05-1983           | Palacio de Velarde · Upload image                               |
| San Miguel Lillo                              | Di tích Nhà thờ          | Oviedo                     | 43°22′48″B 5°52′06″T / 43,38°B 5,868333°T     | RI-51-0000046       | 24-01-1885           | Iglesia de San Miguel de Lillo · Upload image                   |
| Santa María Naranco                           | Di tích Nhà thờ          | Oviedo                     | 43°22′44″B 5°51′57″T / 43,378889°B 5,865833°T | RI-51-0000047       | 24-01-1885           | Iglesia de Santa María del Naranco · Upload image               |
| Acueducto Pilares                             | Di tích Máng nước        | Oviedo                     | 43°21′54″B 5°51′29″T / 43,364922°B 5,857922°T | RI-51-0000142       | 26-11-1915           | Acueducto de los Pilares · Upload image                         |
| San Julián Prados                             | Di tích Nhà thờ          | Oviedo                     | 43°22′03″B 5°50′14″T / 43,3675°B 5,837222°T   | RI-51-0000149       | 08-06-1917           | Iglesia de San Julián de los Prados · Upload image              |
| Nhà thờ chính tòa Oviedo                      | Di tích Catedral         | Oviedo                     | 43°21′45″B 5°50′35″T / 43,362583°B 5,843081°T | RI-51-0000785       | 03-06-1931           | Catedral de San Salvador · Upload image                         |
| Tường medieval Oviedo                         | Di tích Tường thành      | Oviedo                     | 43°21′45″B 5°50′29″T / 43,362433°B 5,841347°T | RI-51-0000786       | 03-06-1931           | Muralla de Oviedo · Upload image                                |
| Foncalada                                     | Di tích Fuente           | Oviedo                     | 43°21′55″B 5°50′45″T / 43,365278°B 5,845833°T | RI-51-0000787       | 03-06-1931           | Foncalada · Upload image                                        |
| Nhà thờ San Tirso (Oviedo)                    | Di tích Nhà thờ          | Oviedo                     | 43°21′44″B 5°50′38″T / 43,362178°B 5,843767°T | RI-51-0000788       | 03-06-1931           | Iglesia de San Tirso (Oviedo) · Upload image                    |
| Tu viện San Vicente                           | Di tích Claustro         | Oviedo                     | 43°21′46″B 5°50′33″T / 43,362842°B 5,842628°T | RI-51-0001084       | 29-06-1934           | Claustro de San Vicente · Upload image                          |
| Cung điện Camposagrado (Oviedo) Hoy Audiencia | Di tích Cung điện        | Oviedo                     | 43°21′45″B 5°50′43″T / 43,36255°B 5,845272°T  | RI-51-0001125       | 26-05-1943           | Palacio de Camposagrado Hoy Audiencia · Upload image            |
| Nhà thờ Santa María (Bendones)                | Di tích Nhà thờ          | Oviedo Bendones            | 43°20′00″B 5°48′23″T / 43,333333°B 5,80637°T  | RI-51-0001265       | 12-12-1958           | Iglesia de Santa María de Bendones · Upload image               |
| Bảo tàng Bellas Artes Asturias                | Di tích Bảo tàng         | Oviedo                     | 43°21′45″B 5°50′41″T / 43,362611°B 5,844731°T | RI-51-0001392       | 01-03-1962           | Museo Provincial (Oviedo) · Upload image                        |
| Lâu đài Tudela                                | Di tích Lâu đài          | Oviedo                     | 43°18′17″B 5°48′41″T / 43,304638°B 5,811301°T | RI-51-0001634       | 15-03-1965           | Castillo de Tudela · Upload image                               |
| Nhà thờ San Juan (Priorio)                    | Di tích Nhà thờ          | Oviedo                     | 43°20′08″B 5°55′26″T / 43,335567°B 5,923964°T | RI-51-0001637       | 07-05-1965           | Iglesia de San Juan de Priorio · Upload image                   |
| Antiguo Bệnh viện Hospicio Ciudad Oviedo      | Di tích Bệnh viện        | Oviedo                     | 43°21′49″B 5°51′16″T / 43,363741°B 5,85433°T  | RI-51-0003919       | 28-09-1973           | Antiguo Hospital Hospicio de la Ciudad de Oviedo · Upload image |
| Fuente Pando                                  | Di tích Fuente           | Oviedo Pando               | 43°22′26″B 5°50′33″T / 43,373821°B 5,842574°T | RI-51-0007344       | 26-11-1992           | Fuente de Pando · Upload image                                  |
| Fuente Cuatro Caños                           | Di tích Fuente           | Oviedo                     | 43°23′04″B 5°49′30″T / 43,384539°B 5,824931°T | RI-51-0007347       | 30-12-1992           | Fuente de los Cuatro Caños · Upload image                       |
| Nhà thờ San Esteban (Sograndio)               | Di tích Nhà thờ          | Oviedo Sograndio           | 43°20′50″B 5°56′08″T / 43,347301°B 5,935554°T | RI-51-0008206       | 27-01-1993           | Upload image                                                    |
| Hang Caldas                                   | Di tích Cueva            | Oviedo Las Caldas          |                                               | RI-51-0010092       | 07-08-1997           | Upload image                                                    |
| Hang Lluera                                   | Di tích Cueva            | Oviedo San Juan de Priorio | 43°20′05″B 5°56′02″T / 43,33467°B 5,93395°T   | RI-51-0010089       | 07-08-1997           | Cueva de la Lluera I y II · Upload image                        |
| Nhà trú tạm Viña                              | Di tích Cueva            | Oviedo La Manzaneda        | 43°18′48″B 5°49′38″T / 43,31322°B 5,82711°T   | RI-51-0010090       | 07-08-1997           | Upload image                                                    |
| Pico Berrubia                                 | Di tích Arte rupestre    | Oviedo Les Covadielles     | 43°18′32″B 5°48′09″T / 43,308894°B 5,802476°T | RI-51-0010148       | 15-10-1997           | Upload image                                                    |
| Cung điện Valdecarzana-Heredia                | Di tích Cung điện        | Oviedo                     | 43°21′45″B 5°50′41″T / 43,362611°B 5,844731°T | RI-51-0010557       | 24-11-2000           | Palacio de Valdecarzana-Heredia · Upload image                  |

### P

#### Parres
| Tên                                       | Dạng            | Địa điểm                | Tọa độ                                       | Số hồ sơ tham khảo? | Ngày nhận danh hiệu? | Hình ảnh     |
| ----------------------------------------- | --------------- | ----------------------- | -------------------------------------------- | ------------------- | -------------------- | ------------ |
| Nhà thờ San Martín Escoto (Llames Parres) | Di tích Nhà thờ | Parres Llames de Parres | 43°21′22″B 5°12′58″T / 43,356208°B 5,21618°T | RI-51-0008756       | 10-02-1994           | Upload image |

#### Peñamellera Alta
| Tên                    | Dạng          | Địa điểm                           | Tọa độ                                        | Số hồ sơ tham khảo? | Ngày nhận danh hiệu? | Hình ảnh     |
| ---------------------- | ------------- | ---------------------------------- | --------------------------------------------- | ------------------- | -------------------- | ------------ |
| Hang Llonín            | Di tích Cueva | Peñamellera Alta La Molinuca       | 43°19′50″B 4°38′43″T / 43,330559°B 4,645302°T | RI-51-0010093       | 07-08-1997           | Upload image |
| Hang Brujas (Asturias) | Di tích Cueva | Peñamellera Alta Niserias-Alles    | 43°19′42″B 4°41′10″T / 43,328315°B 4,686173°T | RI-51-0010094       | 07-08-1997           | Upload image |
| Hang Traúno            | Di tích Cueva | Peñamellera Alta Caraves Trescares |                                               | RI-51-0010095       | 07-08-1997           | Upload image |

#### Peñamellera Baja
| Tên                       | Dạng              | Địa điểm                 | Tọa độ                                        | Số hồ sơ tham khảo? | Ngày nhận danh hiệu? | Hình ảnh                                     |
| ------------------------- | ----------------- | ------------------------ | --------------------------------------------- | ------------------- | -------------------- | -------------------------------------------- |
| Cung điện San Román Panes | Di tích Cung điện | Peñamellera Baja         | 43°19′14″B 4°35′18″T / 43,320645°B 4,588248°T | RI-51-0011546       | 10-10-2007           | Palacio de San Román de Panes · Upload image |
| Hang Loja                 | Di tích Cueva     | Peñamellera Baja El Mazo | 43°19′53″B 4°33′34″T / 43,331499°B 4,559436°T | RI-51-0010096       | 07-08-1997           | Upload image                                 |

#### Pesoz
| Tên                                   | Dạng                 | Địa điểm    | Tọa độ                                        | Số hồ sơ tham khảo? | Ngày nhận danh hiệu? | Hình ảnh     |
| ------------------------------------- | -------------------- | ----------- | --------------------------------------------- | ------------------- | -------------------- | ------------ |
| Quần thể Histórico núcleo rural Argul | Khu phức hợp lịch sử | Pesoz Argul | 43°16′27″B 6°52′10″T / 43,274089°B 6,869375°T | RI-53-0000549       |                      | Upload image |

#### Piloña
| Tên                              | Dạng            | Địa điểm          | Tọa độ                                        | Số hồ sơ tham khảo? | Ngày nhận danh hiệu? | Hình ảnh     |
| -------------------------------- | --------------- | ----------------- | --------------------------------------------- | ------------------- | -------------------- | ------------ |
| Nhà thờ Santa María (Villamayor) | Di tích Nhà thờ | Piloña Villamayor | 43°21′35″B 5°18′21″T / 43,3598°B 5,305753°T   | RI-51-0000802       | 03-06-1931           | Upload image |
| Nhà thờ San Juan Berbío          | Di tích Nhà thờ | Piloña Infiesto   | 43°20′26″B 5°22′15″T / 43,340466°B 5,370885°T | RI-51-0008661       | 18-11-1993           | Upload image |
| Hang Sidrón                      | Di tích Cueva   | Piloña Borines    | 43°23′01″B 5°19′44″T / 43,383611°B 5,328889°T | RI-51-0010097       | 07-08-1997           | Upload image |

#### Pola de Allande
| Tên                          | Dạng              | Địa điểm        | Tọa độ                                        | Số hồ sơ tham khảo? | Ngày nhận danh hiệu? | Hình ảnh                                                       |
| ---------------------------- | ----------------- | --------------- | --------------------------------------------- | ------------------- | -------------------- | -------------------------------------------------------------- |
| Cung điện Cienfuegos Peñalba | Di tích Cung điện | Pola de Allande | 43°16′24″B 6°36′39″T / 43,273333°B 6,610833°T | RI-51-0008680-00001 |                      | Entorno de protección del Palacio de Cienfuegos · Upload image |

#### Pravia
| Tên                                 | Dạng                 | Địa điểm         | Tọa độ                                        | Số hồ sơ tham khảo? | Ngày nhận danh hiệu? | Hình ảnh                           |
| ----------------------------------- | -------------------- | ---------------- | --------------------------------------------- | ------------------- | -------------------- | ---------------------------------- |
| Quần thể Histórico Villa Pravia     | Khu phức hợp lịch sử | Pravia           | 43°29′15″B 6°06′43″T / 43,487568°B 6,111853°T | RI-53-0000484       | 02-03-1995           | Upload image                       |
| Nhà thờ San Juan (Santianes Pravia) | Di tích Nhà thờ      | Pravia Santianes | 43°30′07″B 6°05′57″T / 43,50195°B 6,099144°T  | RI-51-0000793       | 03-06-1931           | Iglesia de San Juan · Upload image |

#### Proaza
| Tên         | Dạng         | Địa điểm | Tọa độ                                        | Số hồ sơ tham khảo? | Ngày nhận danh hiệu? | Hình ảnh                       |
| ----------- | ------------ | -------- | --------------------------------------------- | ------------------- | -------------------- | ------------------------------ |
| Tháp Proaza | Di tích Tháp | Proaza   | 43°15′21″B 6°00′49″T / 43,255881°B 6,013612°T | RI-51-0001635       | 15-03-1965           | Torre de Proaza · Upload image |

### R

#### Ribadedeva
| Tên             | Dạng                  | Địa điểm             | Tọa độ                                        | Số hồ sơ tham khảo? | Ngày nhận danh hiệu? | Hình ảnh                        |
| --------------- | --------------------- | -------------------- | --------------------------------------------- | ------------------- | -------------------- | ------------------------------- |
| Villa Colombres | Khu phức hợp lịch sử  | Ribadedeva Colombres | 43°33′25″B 4°32′20″T / 43,556944°B 4,538894°T | ?                   | 28-08-2013           | Colombres · Upload image        |
| Hang Mazaculos  | Di tích Cueva         | Ribadedeva La Franca | 43°23′22″B 4°34′51″T / 43,38955°B 4,58097°T   | RI-51-0010098       | 07-08-1997           | Upload image                    |
| Hang Pindal     | Di tích Nghệ thuật đá | Ribadedeva Pimiango  | 43°23′49″B 4°32′00″T / 43,396948°B 4,533429°T | RI-51-0000271       | 25-04-1924           | Cueva del Pindal · Upload image |

#### Ribadesella
| Tên                              | Dạng                 | Địa điểm                  | Tọa độ                                          | Số hồ sơ tham khảo? | Ngày nhận danh hiệu? | Hình ảnh                                         |
| -------------------------------- | -------------------- | ------------------------- | ----------------------------------------------- | ------------------- | -------------------- | ------------------------------------------------ |
| Hang Tito Bustillo               | Di tích Cueva        | Ribadesella Ardines       | 43°27′39″B 5°04′04″T / 43,460833°B 5,067778°T   | RI-51-0003839       | 12-03-1970           | Cueva de Tito Bustillo · Upload image            |
| Nhà thờ Santa María Junco        | Di tích Nhà thờ      | Ribadesella Tineo (Junco) | 43°26′27″B 5°03′50″T / 43,440833°B 5,063889°T   | RI-51-0003783       | 26-10-1966           | Iglesia de Santa María de Junco · Upload image   |
| Cuevona                          | Di tích Cueva        | Ribadesella               | 43°26′03″B 5°04′22″T / 43,434167°B 5,072778°T   | RI-51-0010099       | 07-08-1997           | La Cuevona · Upload image                        |
| Hang Les Pedroses                | Di tích Cueva        | Ribadesella El Carmen     | 43°27′41″B 5°03′33″T / 43,4614537°B 5,0591711°T | RI-51-0010100       | 07-08-1997           | Upload image                                     |
| Quần thể Histórico Ribadesella   | Khu phức hợp lịch sử | Ribadesella               | 43°27′41″B 5°03′33″T / 43,461454°B 5,059161°T   | RI-53-0000167       | 07-12-1973           | Conjunto Histórico de Ribadesella · Upload image |
| Hang Lloseta Cueva Moría hay Río | Di tích Cueva        | Ribadesella Ardines       | 43°27′32″B 5°04′07″T / 43,458797°B 5,068686°T   | RI-51-0010150       | 15-10-1997           | Upload image                                     |
| Hang San Antonio                 | Di tích Cueva        | Ribadesella               |                                                 | RI-51-0010151       | 15-10-1997           | Upload image                                     |

#### Ribera de Arriba
| Tên                              | Dạng          | Địa điểm                     | Tọa độ | Số hồ sơ tham khảo? | Ngày nhận danh hiệu? | Hình ảnh     |
| -------------------------------- | ------------- | ---------------------------- | ------ | ------------------- | -------------------- | ------------ |
| Hang Murciélagos (Ribera Arriba) | Di tích Cueva | Ribera de Arriba El Portazgo |        | RI-51-0010101       | 07-08-1997           | Upload image |

### S

#### Salas
| Tên                                                                                      | Dạng                                      | Địa điểm     | Tọa độ                                        | Số hồ sơ tham khảo? | Ngày nhận danh hiệu? | Hình ảnh |
| ---------------------------------------------------------------------------------------- | ----------------------------------------- | ------------ | --------------------------------------------- | ------------------- | -------------------- | --- |
| Cung điện Valdés Salas                                                                   | Di tích Kiến trúc dân sự Cung điện        | Salas        | 43°24′32″B 6°15′42″T / 43,409°B 6,26154°T     | RI-51-0001263       | 05-09-1958           | Casa-palacio de Valdés Salas · Upload image                                                                                     |
| Colegiata Santa María Mayor (Salas)                                                      | Di tích Kiến trúc tôn giáo Đại học        | Salas        | 43°24′31″B 6°15′38″T / 43,40867°B 6,26061°T   | RI-51-0001262       | 05-09-1958           | Colegiata de Santa María la Mayor · Upload image                                                                                |
| Delimitación entorno Nhà thờ Santa María Mayor, Nhà Cung điện Valdés Salas và Tháp Villa | Di tích Entorno monumental                | Salas        | 43°24′33″B 6°15′41″T / 43,409038°B 6,261499°T | RI-51-0001262-00001 | 11-02-1993           | Delimitación del entorno de la Iglesia de Santa María la Mayor, Casa Palacio de Valdés Salas y Torre de la Villa · Upload image |
| Tháp Valdés                                                                              | Di tích Kiến trúc phòng thủ Tháp medieval | Salas        | 43°24′33″B 6°15′41″T / 43,40921°B 6,26152°T   | RI-51-0001264       | 05-09-1958           | Torre de la Villa · Upload image                                                                                                |
| Tu viện San Martín Salas                                                                 | Di tích Nhà thờ                           | Salas        | 43°24′31″B 6°15′38″T / 43,408661°B 6,260586°T | RI-51-0000794       | 03-06-1931           | Iglesia de San Martín de Salas · Upload image                                                                                   |
| Tu viện San Salvador (Cornellana)                                                        | Di tích Tu viện                           | Salas        | 43°24′33″B 6°09′24″T / 43,40905°B 6,15679°T   | RI-51-0000803       | 03-06-1931           | Monasterio de San Salvador de Cornellana · Upload image                                                                         |
| Cung điện Doriga                                                                         | Di tích Cung điện                         | Salas Doriga | 43°23′42″B 6°08′33″T / 43,39509°B 6,14254°T   | RI-51-0008677       | 30-12-1993           | Palacio de Doriga · Upload image                                                                                                |
| Quần thể Histórico Villa Salas                                                           | Khu phức hợp lịch sử                      | Salas        | 43°24′24″B 6°15′24″T / 43,406762°B 6,256757°T | RI-53-0000445       | 24-02-1994           | Conjunto Histórico de la Villa de Salas · Upload image                                                                          |

#### San Martín del Rey Aurelio
| Tên                 | Dạng              | Địa điểm                          | Tọa độ | Số hồ sơ tham khảo? | Ngày nhận danh hiệu? | Hình ảnh     |
| ------------------- | ----------------- | --------------------------------- | ------ | ------------------- | -------------------- | ------------ |
| Lâu đài Campogrande | Di tích Cung điện | San Martín del Rey Aurelio Blimea |        |                     |                      | Upload image |

#### Santa Eulalia de Oscos
| Tên            | Dạng        | Địa điểm                      | Tọa độ                                        | Số hồ sơ tham khảo? | Ngày nhận danh hiệu? | Hình ảnh     |
| -------------- | ----------- | ----------------------------- | --------------------------------------------- | ------------------- | -------------------- | ------------ |
| Nhà Aquel Cabo | Di tích Nhà | Santa Eulalia de Oscos Barcia | 43°17′12″B 7°01′50″T / 43,286648°B 7,030445°T | RI-51-0008676       | 13-01-1994           | Upload image |

#### Santo Adriano
| Tên                 | Dạng            | Địa điểm            | Tọa độ                                        | Số hồ sơ tham khảo? | Ngày nhận danh hiệu? | Hình ảnh                                       |
| ------------------- | --------------- | ------------------- | --------------------------------------------- | ------------------- | -------------------- | ---------------------------------------------- |
| Santo Adriano Tuñón | Di tích Nhà thờ | Santo Adriano Tuñon | 43°17′30″B 5°58′50″T / 43,291639°B 5,980528°T | RI-51-0000795       | 03-06-1931           | Iglesia de San Adriano de Tuñon · Upload image |
| Hang Santo Adriano  | Di tích Cueva   | Santo Adriano Tuñon |                                               | RI-51-0010103       | 07-08-1997           | Upload image                                   |
| Hang Conde          | Di tích Cueva   | Santo Adriano Tuñon | 43°17′23″B 5°58′54″T / 43,289722°B 5,981667°T | RI-51-0010102       | 07-08-1997           | Upload image                                   |

#### Sariego
| Tên                              | Dạng            | Địa điểm        | Tọa độ                                     | Số hồ sơ tham khảo? | Ngày nhận danh hiệu? | Hình ảnh                                         |
| -------------------------------- | --------------- | --------------- | ------------------------------------------ | ------------------- | -------------------- | ------------------------------------------------ |
| Nhà thờ Santa María (Narzana)    | Di tích Nhà thờ | Sariego Narzana | 43°24′55″B 5°34′32″T / 43,41519°B 5,5755°T | RI-51-0001633       | 11-03-1965           | Iglesia de Santa María de Narzana · Upload image |
| Nhà thờ Santiago Mayor (Sariego) | Di tích Nhà thờ | Sariego         | 43°24′24″B 5°32′26″T / 43,40666°B 5,5405°T | RI-51-0010205       | 26-06-1997           | Upload image                                     |

#### Siero
| Tên                            | Dạng              | Địa điểm        | Tọa độ                                        | Số hồ sơ tham khảo? | Ngày nhận danh hiệu? | Hình ảnh                                         |
| ------------------------------ | ----------------- | --------------- | --------------------------------------------- | ------------------- | -------------------- | ------------------------------------------------ |
| Nhà thờ San Martín (Argüelles) | Di tích Nhà thờ   | Siero Argüelles | 43°23′22″B 5°43′39″T / 43,38934°B 5,72741°T   | RI-51-0004753       | 15-12-1982           | Upload image                                     |
| Cung điện Meres                | Di tích Cung điện | Siero Meres     | 43°22′41″B 5°45′07″T / 43,378056°B 5,751944°T | RI-51-0006951       | 04-05-1990           | Palacio de Meres · Upload image                  |
| Nhà thờ San Esteban (Aramil)   | Di tích Nhà thờ   | Siero Aramil    | 43°22′11″B 5°37′55″T / 43,369587°B 5,631832°T | RI-51-0001278       | 23-03-1960           | Iglesia de San Esteban de Aramil · Upload image  |
| Puente Colloto                 | Di tích Cầu       | Siero Colloto   | 43°22′51″B 5°47′13″T / 43,380794°B 5,787028°T | RI-51-0010445       | 30-10-2003           | Puente de Colloto · Upload image                 |
| Cung điện Marqués Canillejas   | Di tích Cung điện | Siero Valdesoto |                                               |                     | 22-06-2006           | Palacio del Marqués de Canillejas · Upload image |

### T

#### Tapia de Casariego
| Tên              | Dạng              | Địa điểm           | Tọa độ                                        | Số hồ sơ tham khảo? | Ngày nhận danh hiệu? | Hình ảnh     |
| ---------------- | ----------------- | ------------------ | --------------------------------------------- | ------------------- | -------------------- | ------------ |
| Cung điện Campos | Di tích Cung điện | Tapia de Casariego | 43°33′24″B 6°53′06″T / 43,556635°B 6,884918°T | RI-51-0011099       | 10-02-2005           | Upload image |

#### Taramundi
| Tên                          | Dạng                 | Địa điểm                        | Tọa độ                                        | Số hồ sơ tham khảo? | Ngày nhận danh hiệu? | Hình ảnh                                     |
| ---------------------------- | -------------------- | ------------------------------- | --------------------------------------------- | ------------------- | -------------------- | -------------------------------------------- |
| Quần thể etnográfico Teixois | Khu phức hợp lịch sử | Conjunto etnográfico de Teixois | 43°20′28″B 7°04′44″T / 43,341226°B 7,078913°T | RI-53-0000605       | 29-06-2006           | Conjunto Histórico de Teixois · Upload image |

#### Teverga
| Tên                            | Dạng                  | Địa điểm           | Tọa độ                                        | Số hồ sơ tham khảo? | Ngày nhận danh hiệu? | Hình ảnh                                      |
| ------------------------------ | --------------------- | ------------------ | --------------------------------------------- | ------------------- | -------------------- | --------------------------------------------- |
| Nhà trú tạm Fresnedo           | Di tích Nghệ thuật đá | Teverga Fresnedo   | 43°07′30″B 6°03′21″T / 43,124871°B 6,055827°T | RI-51-0010104       | 07-08-1997           | Abrigo de Fresnedo · Upload image             |
| Nhà thờ Santa María Villanueva | Di tích               | Teverga Villanueva | 43°08′56″B 6°08′26″T / 43,14883°B 6,14046°T   | RI-51-0004774       | 12-01-1983           | Upload image                                  |
| Colegiata San Pedro Teverga    | Di tích Nhà thờ       | Teverga            | 43°09′31″B 6°06′08″T / 43,15871°B 6,10224°T   | RI-51-0000805       | 03-06-1931           | Iglesia de San Pedro (Teverga) · Upload image |

#### Tineo
| Tên                                             | Dạng                 | Địa điểm      | Tọa độ                                        | Số hồ sơ tham khảo? | Ngày nhận danh hiệu? | Hình ảnh                                                       |
| ----------------------------------------------- | -------------------- | ------------- | --------------------------------------------- | ------------------- | -------------------- | -------------------------------------------------------------- |
| Nhà General Riego (Nhà Chamborra)               | Di tích Nhà          | Tineo Tuña    | 43°16′27″B 6°22′14″T / 43,274264°B 6,3706°T   | RI-51-0008750       | 27-01-1994           | Casa del General Riego · Upload image                          |
| Cung điện García Tineo                          | Di tích Cung điện    | Tineo         | 43°20′08″B 6°24′54″T / 43,33553°B 6,41492°T   | RI-51-0010811       | 16-09-2004           | Palacio de los García · Upload image                           |
| Tu viện Santa María Real (Obona)                | Di tích Tu viện      | Tineo         | 43°20′25″B 6°28′47″T / 43,34019°B 6,47961°T   | RI-51-0004645       | 14-05-1982           | Monasterio de Santa María la Real de Obona · Upload image      |
| Quần thể Histórico Villa Tineo                  | Khu phức hợp lịch sử | Tineo Barcena | 43°20′04″B 6°24′59″T / 43,334426°B 6,416439°T | RI-53-0000383       | 31-01-1995           | Upload image                                                   |
| Nhà thờ Tu viện San Miguel (Bárcena Monasterio) | Di tích Nhà thờ      | Tineo Bárcena | 43°21′55″B 6°31′05″T / 43,365295°B 6,518143°T | RI-51-0008207       | 27-01-1993           | Iglesia del Monasterio de San Miguel de Bárcena · Upload image |

### V

#### Valdés, Asturias
| Tên                                                | Dạng              | Địa điểm                   | Tọa độ                                      | Số hồ sơ tham khảo? | Ngày nhận danh hiệu? | Hình ảnh                                                             |
| -------------------------------------------------- | ----------------- | -------------------------- | ------------------------------------------- | ------------------- | -------------------- | -------------------------------------------------------------------- |
| Nhà Marqueses Gamoneda Fonda Cocinero              | Di tích Nhà       | Valdés, Asturias Luarca    | 43°32′37″B 6°32′06″T / 43,54363°B 6,53505°T | RI-51-0009060       | 16-02-1995           | Casa de los Marqueses de Gamoneda Fonda el Cocinero · Upload image   |
| Cung điện Marqués Ferrera (Luarca) Cung điện Moral | Di tích Cung điện | Valdés, Asturias Luarca    | 43°32′39″B 6°32′02″T / 43,54427°B 6,53384°T | RI-51-0009092       | 16-03-1995           | Palacio del Marqués de la Ferrera Palacio de la Moral · Upload image |
| Cung điện Sierra                                   | Di tích Cung điện | Valdés, Asturias Taborcias | 43°32′04″B 6°33′03″T / 43,53442°B 6,55075°T | RI-51-0009136       | 06-10-1995           | Upload image                                                         |

#### Villanueva de Oscos
| Tên                                  | Dạng             | Địa điểm            | Tọa độ                                       | Số hồ sơ tham khảo? | Ngày nhận danh hiệu? | Hình ảnh                                                        |
| ------------------------------------ | ---------------- | ------------------- | -------------------------------------------- | ------------------- | -------------------- | --------------------------------------------------------------- |
| Tu viện Santa María Villanueva Oscos | Di tích Tu việns | Villanueva de Oscos | 43°18′42″B 6°59′08″T / 43,311744°B 6,98566°T | RI-51-0007138       | 03-10-1991           | Monasterio de Santa María de Villanueva de Oscos · Upload image |

#### Villaviciosa, Asturias
| Tên                                                                | Dạng                 | Địa điểm                             | Tọa độ                                        | Số hồ sơ tham khảo? | Ngày nhận danh hiệu? | Hình ảnh                                                                 |
| ------------------------------------------------------------------ | -------------------- | ------------------------------------ | --------------------------------------------- | ------------------- | -------------------- | ------------------------------------------------------------------------ |
| Nhà thờ Santa María (Arbazal)                                      | Di tích Nhà thờ      | Villaviciosa, Asturias Arbazal       | 43°25′52″B 5°29′57″T / 43,43101°B 5,49927°T   | RI-51-0011520       | 29-06-2006           | Iglesia de Santa María · Upload image                                    |
| Nhà thờ San Salvador (Priesca)                                     | Di tích Nhà thờ      | Villaviciosa, Asturias Priesca       | 43°29′07″B 5°21′32″T / 43,48518°B 5,35882°T   | RI-51-0000127       | 05-02-1913           | Iglesia de San Salvador en Priesca · Upload image                        |
| San Salvador Valdediós                                             | Di tích Nhà thờ      | Villaviciosa, Asturias Valdedios     | 43°26′13″B 5°30′24″T / 43,437°B 5,50677°T     | RI-51-0000789       | 03-06-1931           | Iglesia de San Salvador de Valdediós · Upload image                      |
| Tu viện Santa María Valdediós                                      | Di tích Tu viện      | Villaviciosa, Asturias Valdedios     | 43°26′11″B 5°30′25″T / 43,4365°B 5,50705°T    | RI-51-0000790       | 03-06-1931           | Monasterio de Santa María de Valdediós · Upload image                    |
| Nhà thờ San Juan (Amandi)                                          | Di tích Nhà thờ      | Villaviciosa, Asturias Amandi        | 43°28′10″B 5°26′33″T / 43,46948°B 5,44249°T   | RI-51-0000791       | 03-06-1931           | Iglesia de San Juan de Amandi · Upload image                             |
| Nhà thờ San Andrés (Bedriñana)                                     | Di tích Nhà thờ      | Villaviciosa, Asturias Bedriaña      | 43°30′02″B 5°26′18″T / 43,50044°B 5,43832°T   | RI-51-0000796       | 03-06-1931           | Iglesia de San Andrés (Villaviciosa) · Upload image                      |
| Nhà thờ San Salvador (Fuentes)                                     | Di tích Nhà thờ      | Villaviciosa, Asturias Fuentes       | 43°28′24″B 5°25′30″T / 43,47345°B 5,4249°T    | RI-51-0000801       | 03-06-1931           | Iglesia de San Salvador (Villaviciosa) · Upload image                    |
| Nhà thờ Santa María Oliva (Villaviciosa) Nhà thờ Santa María Oliva | Di tích Nhà thờ      | Villaviciosa, Asturias               | 43°28′55″B 5°26′13″T / 43,48193°B 5,43683°T   | RI-51-0000804       | 03-06-1931           | Iglesia de Santa María Iglesia de Santa María de la Oliva · Upload image |
| Nhà thờ Santa Eulalia Lloraza                                      | Di tích Nhà thờ      | Villaviciosa, Asturias La Lloraza    | 43°31′47″B 5°26′45″T / 43,5296°B 5,44584°T    | RI-51-0008963       | 23-03-1960           | Iglesia de Santa Eulalia de la Lloraza · Upload image                    |
| Nhà thờ San Andrés (Valdebárzana)                                  | Di tích Nhà thờ      | Villaviciosa, Asturias Valdebarcena  | 43°25′57″B 5°28′19″T / 43,43244°B 5,47197°T   | RI-51-0001638       | 07-05-1965           | Iglesia de San Andrés en Valdebarcena · Upload image                     |
| Nhà thờ Santa María Sariegomuerto                                  | Di tích Nhà thờ      | Villaviciosa, Asturias Sariegomuerto | 43°28′52″B 5°29′01″T / 43,481217°B 5,483653°T | RI-51-0001640       | 07-05-1965           | Iglesia de Santa María de Sariegomuerto · Upload image                   |
| Nhà thờ Santa Eulalia (Selorio)                                    | Di tích Nhà thờ      | Villaviciosa, Asturias Selorio       | 43°30′53″B 5°21′48″T / 43,514806°B 5,363324°T | RI-51-0001641       | 07-05-1965           | Iglesia de Santa Eulalia en Selorio · Upload image                       |
| Nhà thờ Santa María (Lugás)                                        | Di tích Nhà thờ      | Villaviciosa, Asturias Lugas         | 43°27′10″B 5°25′43″T / 43,45282°B 5,42856°T   | RI-51-0008747       | 27-01-1994           | Iglesia de Santa María de Lugás · Upload image                           |
| Nhà thờ Santa María (Sebrayo)                                      | Di tích Nhà thờ      | Villaviciosa, Asturias Sebrayo       | 43°29′38″B 5°22′34″T / 43,49388°B 5,37615°T   | RI-51-0008748       | 27-01-1994           | Iglesia de Santa María de Sebrayo · Upload image                         |
| Quần thể Histórico Artístico Tazones                               | Khu phức hợp lịch sử | Villaviciosa Tazones                 | 43°32′41″B 5°24′08″T / 43,544792°B 5,402091°T | RI-53-0000387       | 30-05-1991           | Conjunto Histórico Artístico de Tazones · Upload image                   |
| Capilla Mártires (Coro)                                            | Di tích Capilla      | Villaviciosa, Asturias Coro          | 43°27′19″B 5°24′18″T / 43,45536°B 5,40506°T   | RI-51-0008749       | 27-01-1994           | Capilla de los Mártires de Coro · Upload image                           |
| Nhà thờ San Juan (Camoca)                                          | Di tích Nhà thờ      | Villaviciosa, Asturias Camoca        | 43°27′36″B 5°28′17″T / 43,4601°B 5,47135°T    | RI-51-0008752       | 27-01-1994           | Iglesia de San Juan de Camoca · Upload image                             |
| Nhà thờ Santo Tomás (Coro)                                         | Di tích Nhà thờ      | Villaviciosa, Asturias Coro          | 43°27′35″B 5°24′00″T / 43,45973°B 5,40008°T   | RI-51-0008751       | 27-01-1994           | Iglesia de Santo Tomás de Coro · Upload image                            |
| Nhà thờ San Emeterio (Sietes)                                      | Di tích Nhà thờ      | Villaviciosa, Asturias Sietes        | 43°25′56″B 5°22′03″T / 43,43213°B 5,36759°T   | RI-51-0009061       | 16-02-1995           | Iglesia de San Emeterio · Upload image                                   |
| Nhà thờ Santa Cecilia (Careñes)                                    | Di tích Nhà thờ      | Villaviciosa, Asturias Careñes       | 43°32′40″B 5°29′58″T / 43,54437°B 5,49958°T   | RI-51-0009101       | 12-04-1995           | Iglesia de Santa Cecilia (Villaviciosa) · Upload image                   |
| Villaviciosa, Asturias                                             | Khu phức hợp lịch sử | Villaviciosa                         | 43°28′50″B 5°26′11″T / 43,48042°B 5,43647°T   | RI-53-0000442       | 21-05-1992           | Villa de Villaviciosa · Upload image                                     |